# Muezzin

Muezzin na szczycie minaretu wykrzykujący azan (obraz Jeana-Léona Gérôme'a)

Muezzin (arab. مؤذن, muʾaḏḏin; tur. müezzin) – w islamie mężczyzna pięć razy dziennie wzywający z minaretu wiernych do modlitwy.
Muezzin jest wybierany spośród mężczyzn, którzy wyróżniają się dobrym charakterem, a także dobrym głosem (choć dzisiaj powszechnie stosuje się głośniki). Wzywając wiernych, zwraca się kolejno na wszystkie strony świata i wykrzykuje azan. W czasie samej modlitwy muezzini w niektórych meczetach stoją na specjalnej platformie (tur. müezzin mahfili) naprzeciwko kazalnicy (minbar) i odpowiadają na modlitwy imama.